# 哈维尔·帕蒂尼奥
哈维尔·帕蒂尼奥（Javier Patiño，1988年2月14日—），是一名西班牙裔菲律宾职业足球运动员，司职前锋。现在效力于泰国足球超级联赛球队武里南联。

## 俱乐部生涯
2007年至2011年，帕蒂尼奥效力于西班牙低级别联赛的业余球队阿尔科文达斯和圣塞瓦斯蒂安-德洛斯雷耶斯。2011年夏季，他和西班牙足球乙级联赛球队科尔多瓦签约三年，开始职业足球生涯。 他在2011/12赛季代表球队出场35次，射进8球。12/13赛季，他的进球效率有所下降，并在2013年的冬季转会窗被租借到另一支西乙球队赫雷斯至赛季结束。 不过在3月9日，他就被卖到泰国足球超级联赛球队武里南联。
2015年1月21日，帕蒂尼奥转会加盟中国足球超级联赛球队河南建业。 3月8日，他在2015赛季中超首轮首次代表河南建业出场，并梅开二度，帮助球队3比1击败天津泰达。
2018年4月，帕蒂尼奧轉會至武里南聯

## 国家队生涯
帕蒂尼奥出生于西班牙，父亲是西班牙人，母亲是菲律宾人。 2012年，菲律宾足协在另一名归化的西班牙球员胡安·吉拉多的推荐下开始注意并联系帕蒂尼奥。2012年底，帕蒂尼奥开始申请加入菲律宾国籍。 帕蒂尼奥在2014年亞足聯挑戰盃資格賽前拿到菲律宾护照并入选菲律宾的最终23人名单。 2013年3月24日，他在资格赛首轮首次代表菲律宾出场并取得两个进球，帮助菲律宾8比0击败柬埔寨。